# Walter Wetzel
Konrad Alois Siegmund Karl Walter Wetzel (* 27. Februar 1887 in Hannover; † 17. April 1978 in Kiel) war ein deutscher Geologe und Paläontologe. Er war ein Pionier der Mikropaläontologie. Sein botanisch-mykologisches Autorenkürzel lautet „W.Wetzel“.

## Leben
Wetzel wurde 1911 an der Universität Göttingen promoviert. 1910 bis 1914 war er Assistent am Mineralogischen Institut der Universität Kiel, dann 1915 für kurze Zeit im Schuldienst und im Ersten Weltkrieg Militärgeologe. 1917 habilitierte er sich während eines Heimaturlaubs. 1922 wurde er außerordentlicher Professor in Kiel. 1951 war er Gastprofessor in Valdivia (Chile).
Wetzel befasste sich außer mit Mikropaläontologie auch mit Sedimentologie, Lagerstättenforschung, Mineralogie und Geochemie. Er pflegte auch als Leiter der Geologisch-Paläontologischen Arbeitsgemeinschaft Kiel den Kontakt zur Öffentlichkeit.
Zu gleicher Zeit wirkte der Pionier der Mikropaläontologie Otto Wetzel (1891–1971), der Lehrer in Eutin war und sich auch mit Dinoflagellaten befasste. Er ist nicht mit Walter Wetzel verwandt.

## Schriften
- Geologischer Führer durch Schleswig-Holstein (Geologische Wanderungen durch Niedersachsen und angrenzende Gebiete; Bd. 2). Gebrüder Borntraeger, Berlin 1929.